# Acidosasa
Genre
Classification phylogénétique
Acidosasa est un genre de bambous de la famille des Poaceae. Les pousses sont aigres.
Les espèces sont situées notamment en Chine et en Indonésie.

## Liste d'espèce
- Acidosasa edulis (T.H.Wen) T.H.Wen
- Acidosasa venusta (McClure) Z.P.Wang & al.